# Industria conciaria
L'industria conciaria è il settore industriale che produce pelli e cuoio recuperando e valorizzando un sottoprodotto dell'industria alimentare: la pelle animale grezza proveniente dalla macellazione.

## Storia
Gia dalla preistoria l'uomo usava le pelli degli animali cacciati per coprirsi, ma questi capi di abbigliamento privi di alcun trattamento chimico non erano duraturi nel tempo. Per ovviare a questo problema gli uomini preistorici iniziarono ad essiccare la pelle bloccando così il processo di decomposizione, ma questo la rendeva estremamente rigida e difficile da lavorare. Successivamente vennero utilizzati grassi sia di tipo animale che vegetale, che grazie all'azione di sfregamento riuscivano ad ammorbidire la pelle precedentemente essiccata.
L'uso sempre più frequente di questo materiale, portò ad uno sviluppo di tecniche sempre più efficaci per contrastare la putrefazione. Nacquero così, in maniera quasi inconsapevole, la prima concia al vegetale che consisteva nell'immergere la pelle in vasche piene di una soluzione composta da acqua, cortecce, foglie e bacche, e la concia al minerale praticata sempre attraverso una soluzione di acqua e allume, minerale molto diffuso e facilmente reperibile nelle zone vulcaniche.
I primi documenti di cui abbiamo conoscenza, che descrivevano i vari processi conciari, derivano da scritti risalenti al regno sumero di Kastilias IV del 1250 a.C. Successivamente sia gli Egiziani che i Fenici acquisirono notevoli capacità di lavorazione della pelle, usandola non solo come per vestiti ma anche come materiale per oggetti ornamentali.
Grazie ai Romani vennero sviluppate tecniche conciarie sempre più raffinate e le conoscenze di queste vennero esportate in tutte le provincie dell'Impero.
I modi e gli strumenti per lavorare la pelle non sono cambiati più di tanto nel corso dei secoli e i prodotti finiti variavano da articoli vestiari, a scarpe, oggettistica, soprattutto bracciali o collane, o elementi ornamentali per l'abitazione, come per la foderazione di sedie. Ma nonostante la diffusione universale di questo articolo, non esisteva ancora una industria vera e propria, tant'è che il processo conciario era ancora nelle mani dei "pellai", artigiani che lavoravano la pelle in piccole botteghe, costituite al più da qualche vasca interrata.
La svolta dal punto di vista tecnologico si ebbe sul finire del XIX secolo con la nascita di quella chiamata comunemente concia al cromo, brevettata ufficialmente nel 1910. Importante dal punto di vista tecnologico perché permette la stessa tipologia processuale conciaria su quasi tutti i tipi di pelle bovine, di capra, pecore e maiali. Si stima che l'80% delle pelli conciate sono lavorate con sali di cromo trivalente. Questo metodo di lavorazione provocò un incremento della produzione, come successe per esempio nelle concerie del salernitano Giovanni Abbagnano.

## Industria conciaria italiana

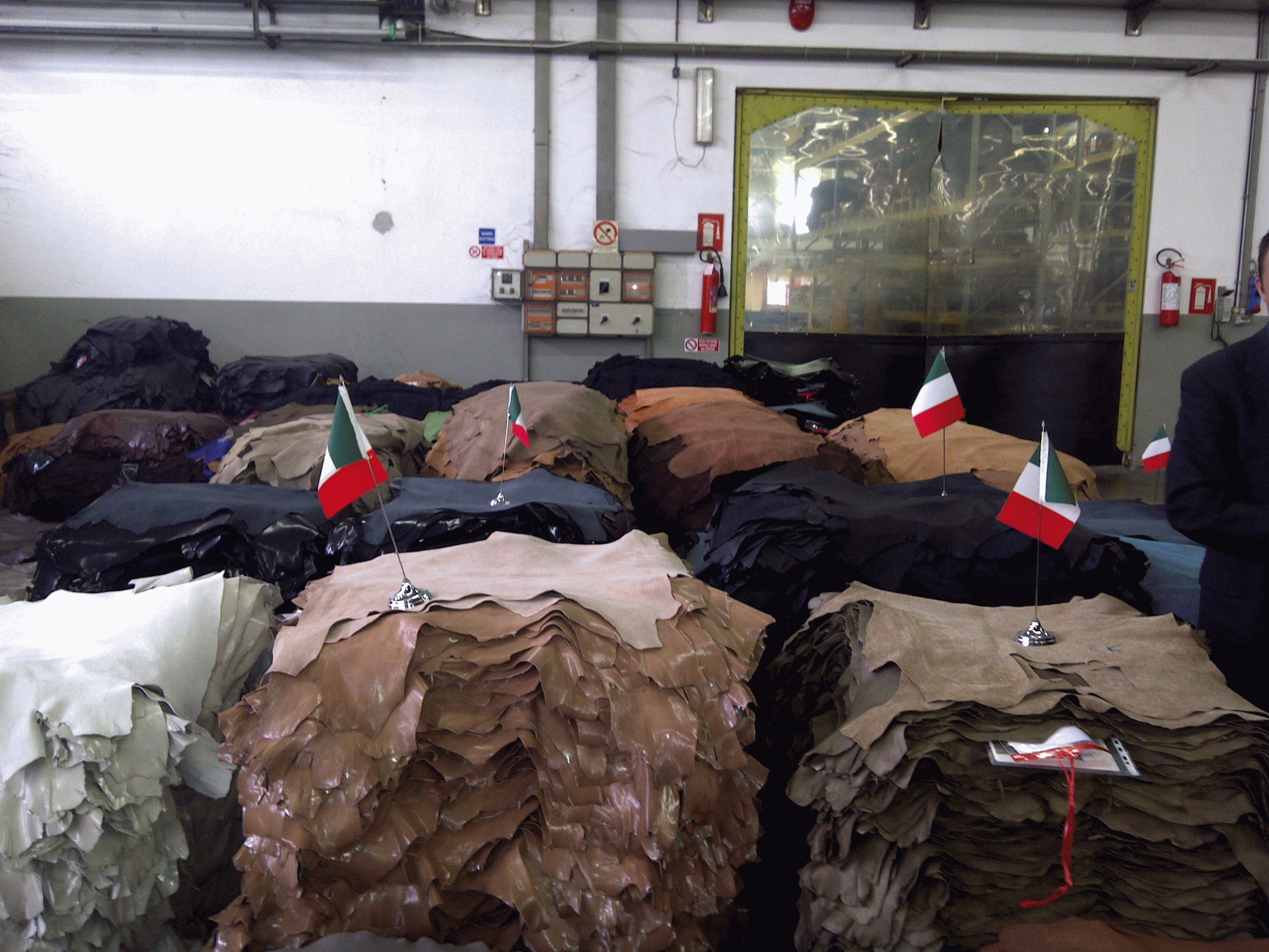
Magazzino di pelli finite.

L'industria conciaria italiana è storicamente considerata leader mondiale per l'elevato sviluppo tecnologico e qualitativo, lo spiccato impegno ambientale e la capacità innovativa in termini di contenuti stilistici.
Formata soprattutto da piccole e medie imprese, sviluppatesi all'interno di distretti specializzati per tipologia di lavorazione e destinazione merceologica (scarpe, borse, giubbotti, divani, interni d'auto ecc.), la produzione italiana rappresenta circa il 22% della produzione mondiale e il 65% della produzione europea; è uno dei settori italiani maggiormente internazionalizzati, esportando in 122 paesi, con un'incidenza del 28% di export su mondo nel 2018.
Dal punto di vista della qualità, il prodotto italiano è unanimemente considerato il primo al mondo e rappresenta il punto di riferimento per i beni di consumo di fascia alta.
Il fatturato 2018 supera i 4.9 miliardi di euro, di cui oltre il 73% derivante da vendite all'estero. La sua importanza economica è maggiore in quanto strategicamente posizionato nei confronti della moda e dei manufatti di utilizzo quotidiano.
È inoltre determinante il suo ruolo nel Made in Italy.

### Distretti conciari
In Italia risultano 1.201 aziende:

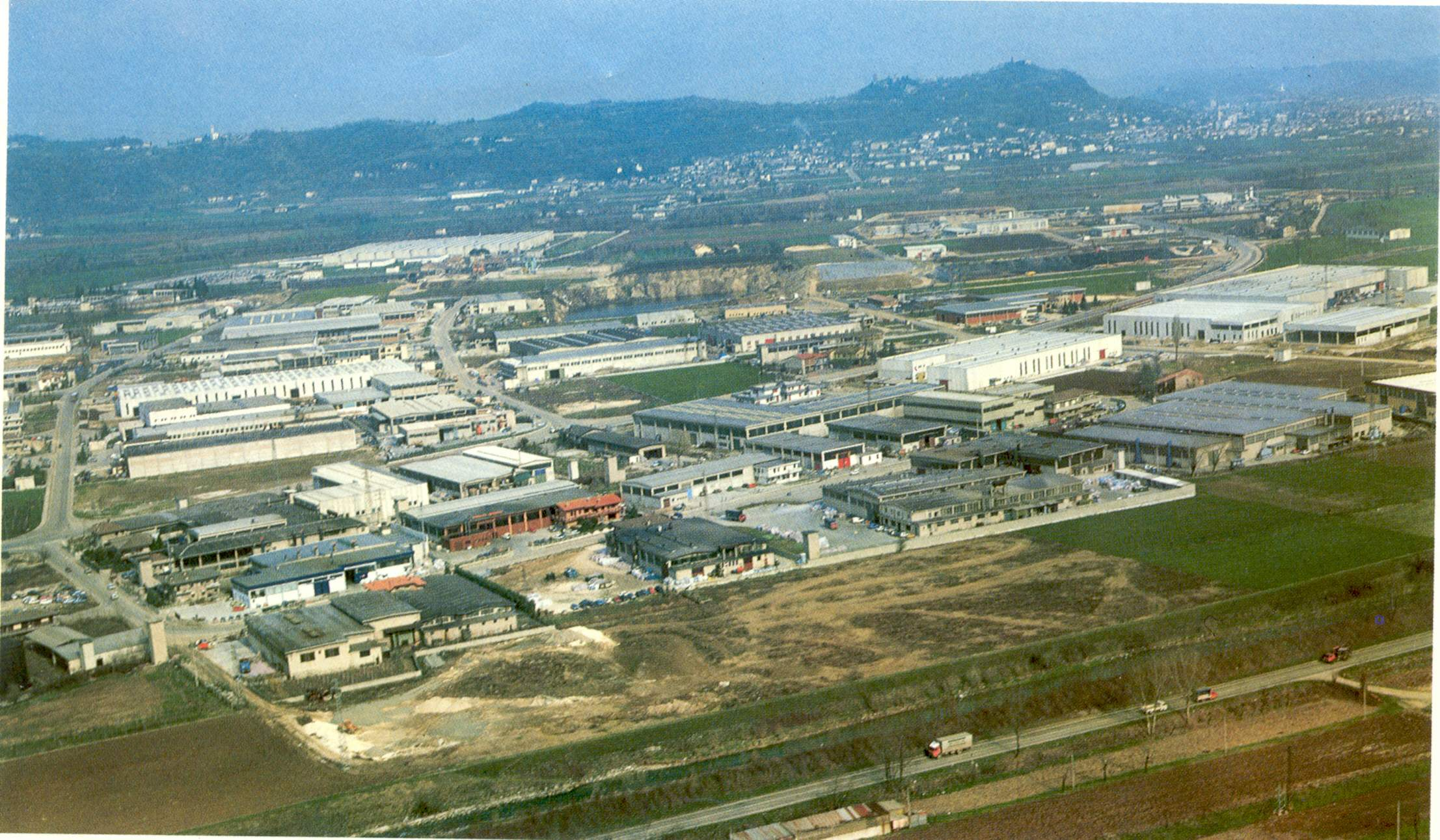
Polo industriale di Arzignano (VI)

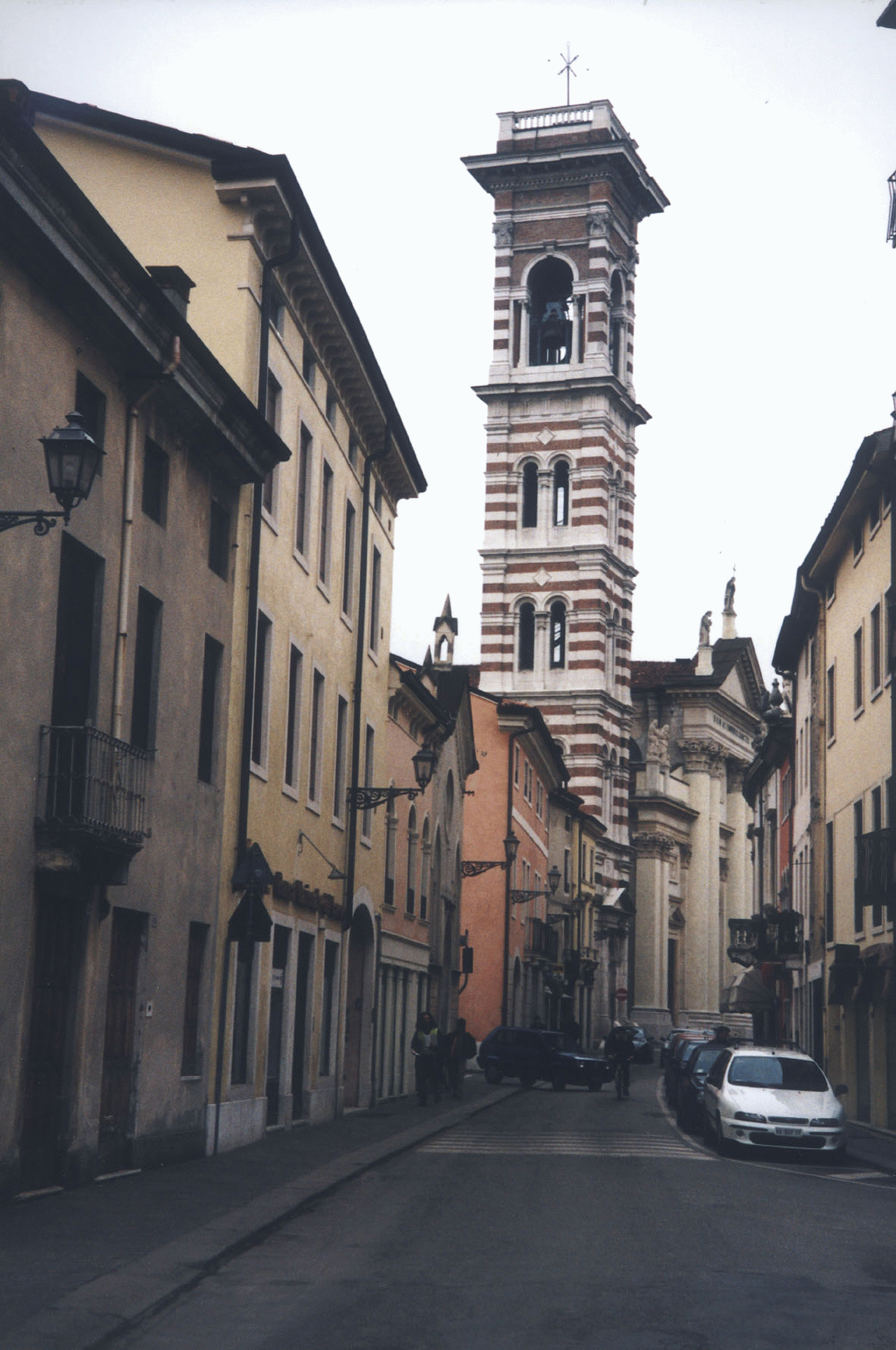
Centro storico del polo industriale di Arzignano (VI)

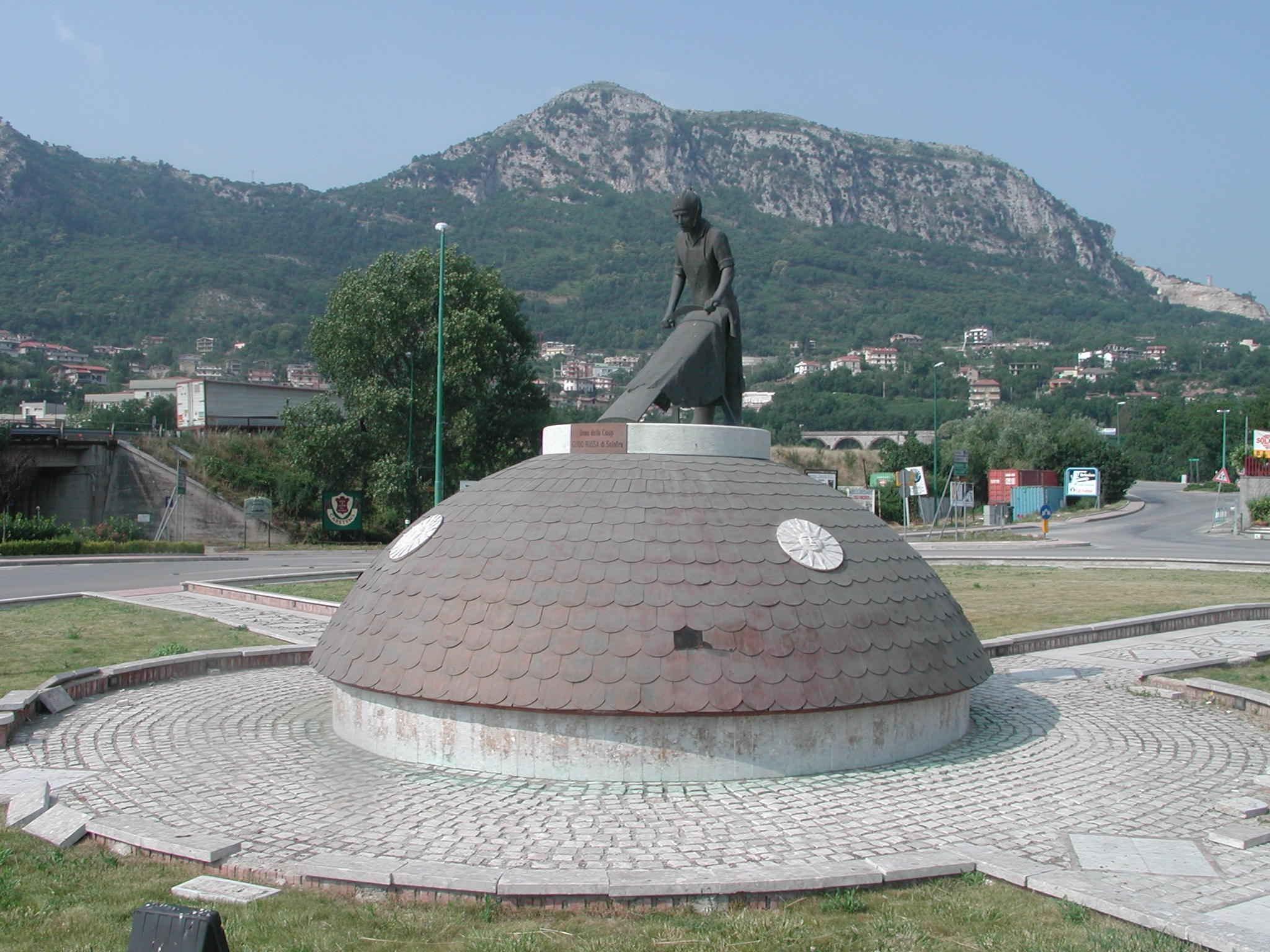
Solofra (AV) monumento alla concia

- nel Veneto (Arzignano), con 455 imprese. Denominato anche Distretto della pelle.
- in Toscana (Santa Croce sull'Arno), con 521 imprese. Denominato anche Distretto del cuoio.
- in Campania (Solofra), con 155 imprese.
- in Lombardia (Magentino), con 39 imprese.

Vi si aggiungono altre concerie eccellenti ma isolate in Piemonte, nelle Marche in Campania e in Puglia.
Sono presenti, nel tessuto imprenditoriale, moltissime piccole aziende, i cosiddetti "terzisti", che effettuano singole operazioni meccaniche o chimiche per conto delle concerie.
Questa suddivisione rappresenta anche una specializzazione nella produzione di tipi di cuoio:
- nel Veneto si producono prevalentemente pelli di ampia superficie, destinate ad arredamento ed automobili.
- in Toscana si lavorano prevalentemente pelli per pelletteria, tomaia e cuoio da suola.
- in Campania si è specializzati nella lavorazione delle pelli destinate ad abbigliamento, scarpe e pelletteria.
- in Lombardia, invece, si lavorano prevalentemente pelli piccole per borse e calzature.

### Sviluppo dell'industria conciaria italiana
Nei poli conciari sono presenti impianti di depurazione delle acque reflue, nati per trattare solo le acque provenienti dalla lavorazione conciaria e le acque reflue civili degli abitati adiacenti ma anche di attività industriali diverse. Questi impianti, costruiti e gestiti prevalentemente con risorse provenienti dalle aziende conciarie, hanno ormai assunto una importanza sociale per l'intera popolazione di quelle aree.
Nel 2010 l'Italia ha prodotto 128 milioni di metri quadrati di pellami delle varie destinazioni e 10.000 tonnellate di cuoio suola.
A causa della sua notevole capacità, l'Italia deve importare da altri Paesi pellame allo stato grezzo o semilavorato, necessario per alimentare le concerie: soltanto il 5% proviene da macelli nazionali mentre la maggior parte proviene da Europa occidentale e orientale, Africa, America Latina, Medio Oriente, Australia e Nuova Zelanda. Le esportazioni di pelli finite della conceria nazionale sono indirizzate in tutto il mondo. L'Italia importa materie prime da più di 122 Paesi ed esporta conciato in più di 122 nazioni.